# Contaminante orgánico persistente

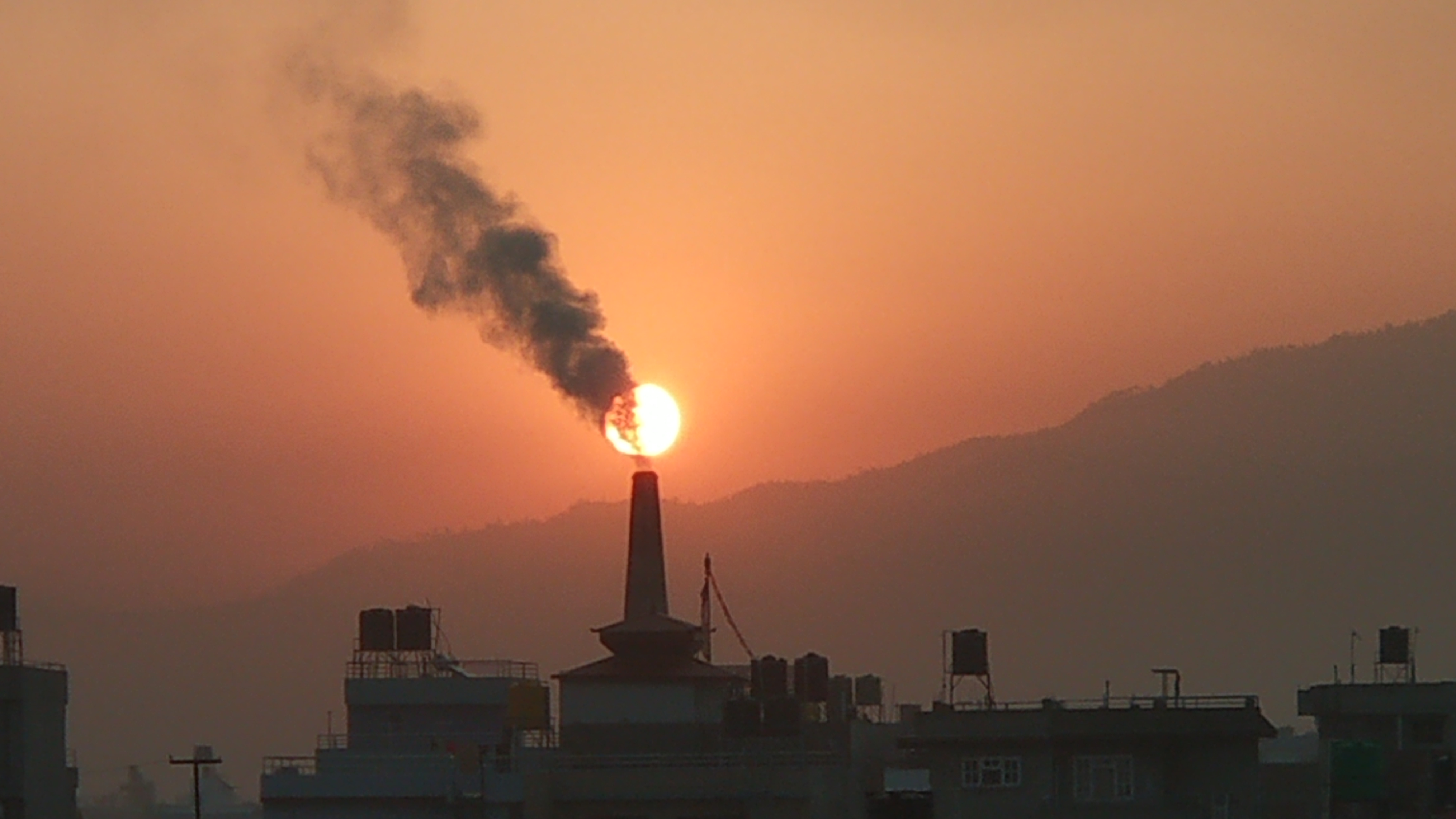
Uno de los problemas más grandes y graves en la tierra es la contaminación lo cual hace que nuestra vida sea más corta.

Los Contaminantes Orgánicos Persistentes (COP), en inglés: POPs (Persistent Organic Pollutant), es una clasificación de compuestos químicos tóxicos, compuesta por pesticidas, insecticidas organoclorados, herbicidas o PCB.
Los compuestos químicos tóxicos son sustancias que, generalmente, no ocurren en la naturaleza, sino que han sido sintetizadas por químicos a partir de sustancias más simples, y son resistentes a la degradación fotolítica, biológica y química. Entre los químicos tóxicos más destacados se pueden resaltar; los pesticidas y los insecticidas organoclorados.
El carbono forma muchos compuestos con cloro, algunos de los cuales se encuentran en la naturaleza, aunque usualmente en muy pequeñas cantidades. En vista de su toxicidad para algunas plantas e insectos, muchos de estos compuestos organoclorados, que se producen sintéticamente por la acción del cloro elemental sobre los hidrocarburos derivados del petróleo, han encontrado un amplio uso como pesticidas. Otros compuestos organoclorados se han aplicado en plástico y en la industria electrónica. El enlace carbono-cloro es difícil de romper, de manera que la presencia de cloro disminuye, también, la reactividad de otros enlaces en las moléculas orgánicas. Esta falta de reactividad es un inconveniente para muchas aplicaciones. Sin embargo, esta misma propiedad significa que una vez los compuestos organoclorados han entrado en el ambiente, se degradan lentamente y, por tanto, tienden a acumularse.
Los compuestos orgánicos persistentes suelen ser compuestos halogenados, que han sido utilizados ampliamente por la industria en la fabricación del cloruro de polivinilo, disolventes y especialidades químicas y farmacéuticas.

## Características de los COPs
- Altamente tóxico para humanos y ambiente en todo aspecto, debido a que perduran largo tiempo al no sufrir degradación.
- Presentan biomagnificación: se acumulan en los niveles altos de la cadena trófica.
- Se distinguen por ser semivolátiles, que les permite presentarse en forma de vapor o adheridos a partículas atmosféricas, lo que le permite recorrer grandes distancias antes de depositarse.
- Suelen ser compuestos halogenados y en su mayoría clorados. Sus enlaces carbono-cloro son estables frente a la hidrólisis y a su degradación.
- Bioacumulativos: tienen una baja solubilidad en agua y alta en lípidos por lo que pueden pasar a través de las membranas biológicas y acumularse en los depósitos de grasa, principalmente en peces y mamíferos marinos.

Debido a su persistencia y movilidad, están presentes en cualquier lugar del planeta, el que sean bioacumulables hace que puedan extenderse y posteriormente concentrarse en organismos que se consumen a lo largo de la cadena alimenticia. El transporte de los COPs es dependiente de la temperatura, debido a que se evaporan en lugares calientes y viajan con el viento para luego ser depositadas en tierra de sitios fríos, lo que ocasiona que los animales que habitan estas regiones, que acumulan una capa de grasa natural más gruesa que los animales de zonas calientes como sistema de aislamiento de la temperatura, acumulan también una cantidad mayor de contaminantes.

## Origen
Algunos Contaminantes Orgánicos Persistentes tienen fuentes naturales como los hidrocarburos organoclorados, la mayoría parte de fuentes antropogénicas asociadas a la fabricación, uso y eliminación de algunos productos químicos orgánicos. Ejemplos de estos son pesticidas que se han utilizado durante mucho tiempo, dioxinas, furanos y el hexaclorobenceno que se generan como subproducto de a combustión de basura o incendios involuntarios.

## Convenio de Estocolmo sobre Contaminantes Orgánicos Persistentes
Convenio del Programa de las Naciones Unidas para el Medio Ambiente (PNUMA) firmado en mayo de 2001 que entró en vigor el 17 de mayo de 2004, es un instrumento jurídico que tiene como objetivo proteger a la salud humana y el medio ambiente, reduciendo o eliminando la producción y uso de los contaminantes orgánicos persistentes.
La Convención ha considerado a doce Compuestos Orgánicos persistentes como prioritarios:
- Aldrina
- Bifenilos policlorados
- Clordano
- DDT
- Dieldrina
- Endrina
- Heptacloro
- Hexaclorobenceno
- Mirex
- Toxafeno
- Dioxinas
- Furanos

Y otros grupos de sustancias son candidatos a incluirse en el convenio, como es el caso del hexaclorociclohexano, clordecona, atrazina, endosulfán, pentaclorofenol, ftalatos, parafinas policloradas, hexabromobifenilo, éteres bifenílicos polibromados, hidrocarburos policíclicos aromáticos, nonil y octi-fenoles, perfloruro-octisulfonato.

## Tipos de COPs

### Pesticidas
Los pesticidas son sustancias que pueden matar directamente a organismos no deseados o bien controlarlos, por ejemplo interfiriendo con el proceso reproductivo. Todos los pesticidas químicos presentan la propiedad común de bloquear procesos metabólicos vitales de los organismos.

### Insecticidas organoclorados
La mayoría de estos pesticidas constituyen ingredientes activos organoclorados, muchos de los cuales presentan propiedades notables:
1. estabilidad a la descomposición o degradación en el ambiente
2. bajas solubilidades en agua, exceptos que estén presentes átomos de oxígeno o nitrógeno en las moléculas.
3. alta solubilidad en medios hidrocarbonados, como la materia grasa de lo organismos vivos.
4. relativamente alta toxicidad a los insectos, pero baja para los seres humanos.(Hace falta referencias. Existen estudios que demuestran lo contrario)

#### El DDT
El DDT o para-diclorodifeniltricloroetano, estructuralmente, el DDT es un etano sustituido en un carbono, los tres hidrógenos son reemplazados por átomos de cloro, mientras que en el otro, dos de los tres hidrógenos son sustituidos por un fenilo (es decir, un radical de benceno); cada uno de los anillos contiene un átomo de cloro en posición para, es decir directamente opuesto al carbono del anillo que está unido a la unidad de etano. en los seres humanos la mayor parte del DDT que es ingerido se elimina lentamente. la mayoría del DDT, almacenada en la masa humana es DDE (metabolito del DDT, producido en el ambiente por degradación de DDT) que estaba presente en lo alimentos ingeridos, y que se formó del DDT originalmente presente en el ambiente.
Paul Hermann Müller fue un químico suizo y ganador en 1948 del Premio Nobel de Fisiología o Medicina por su descubrimiento del DDT como un insecticida usado en el control de la malaria, fiebre amarilla, y muchas otras infecciones causadas por insectos vectores.
En el siglo XX fue utilizado con intensidad como insecticida pero, tras una campaña mundial que alegaba que este compuesto se acumulaba en las cadenas tróficas y ante el peligro de contaminación de los alimentos, se prohibió su uso.

#### Aldrina
La aldrina, (nombre químico: 1,2,3,4,10,10-hexacloro-l,4,4a,5,8,8a-hexahidro-exo-l,4-endo-5,8- Dimetanonaftaleno) es un plaguicida prohibido, en todas sus formulaciones y usos, por el Convenio de Róterdam, por ser dañino para la salud humana y el ambiente.

#### Endrinad (plaguicida)
La endrina es un ciclodieno insecticida usado en algodón, maíz, arroz y proveniente del endrino. También actúa como avicida y como rodenticida, y usado en el control de ratas y ratones.

#### Bifenil policlorado (PCB)
El conocido acrónimo PCB significa bifenil policlorados se refiere a un grupo de compuestos químicos organoclorados industriales que se han erigido como una preocupación ambiental de importancia a lo largo de las décadas de 1980 y 1990. aunque no son pesticidas, se encuentra en una variabilidad de aplicaciones de nuestra sociedad moderna, debido a las propiedades que posee, desde finales de los años 1950 se han producida alrededor de un millón de toneladas métricas de PCB. Igual que muchos otros cumpuestos organosclorados, son muy persistentes en el ambiente y se bioacumlan en los sistemas vivos. Como resultado de las negligentes prácticas de disposición, los PCB se han convertido en un gran problema de contaminación en muchas partes del mundo. En vista de su toxicidad y a sus contaminantes furanicos, los PCB en el ambiente han sido motivo de preocupación a causa de su impacto ambiental potencial sobre la salud humana, en particular si se tiene en cuenta su elevado ritmo de crecimiento y desarrollo.

#### Dioxinas y furanos
Las dioxinas, cuyo nombre genérico es policloro dibenzo-p-dioxinas (PCDD) son el nombre con el que se conoce a un grupo de 75 compuestos formados por un núcleo básico de dos anillos de benceno unidos por dos átomos de oxígeno en el cual puede haber como sustitutos de uno a ocho átomos de cloro. La dioxina más estudiada y más tóxica es la 2, 3, 7, 8 -tetracloro-dibenzo-pdioxina, conocida comúnmente como TCDD.
Las dioxinas son fundamentalmente subproductos de procesos industriales, pero también pueden producirse en procesos naturales como las erupciones volcánicas y los incendios forestales. Las dioxinas son subproductos no deseados de numerosos procesos de fabricación tales como la fundición, el blanqueo de la pasta de papel con cloro o la fabricación de algunos herbicidas y plaguicidas.
Los furanos cuyo nombre genérico es policloro-dibenzofuranos (PCDF) son un grupo de 135 compuestos de estructura y efectos similares a las dioxinas y cuyas fuentes de generación son las mismas.
Las dioxinas y furanos tienen varias características comunes: son muy tóxicos, activos fisiológicamente en dosis extremadamente pequeñas; son persistentes, es decir no se degradan fácilmente y pueden durar años en el ambiente; son bioacumulables en los tejidos grasos de los organismos y se biomagnifican, esto significa que aumentan su concentración progresivamente a lo largo de las cadenas alimenticias. Por su persistencia pueden viajar grandes distancias siendo arrastrados por las corrientes atmosféricas, marinas o de agua dulce, y mediante la migración a larga distancia de los organismos que los han bioacumulado. Tal es el caso de ballenas y aves.
Se usa principalmente como intermedio en la producción industrial de tetrahidrofurano.
Se utiliza en la producción de lacas, como disolvente para resinas y en la síntesis de productos químicos para la agricultura (insecticidas), estabilizantes y productos farmacéuticos (química fina). Es útil también para sintetizar nitrofuranos, un grupo de fármacos con actividad antibacteriana, antituberculosa e incluso antitumoral.